# Elna Brodthagen
Elna Brodthagen (født Elna Lund Hansen 21. maj 1909 i København, død 30. april 2009 i Humlebæk) var en dansk skuespiller.
Brodthagen blev uddannet fra Skolescenens Elevskole i 1929, og kom efterfølgende til Odense Teater og senere Aalborg Teater. Blandt hendes roller var Snapse-Jenny i Laser og pjalter. I 1960 kom hun til Aarhus Teater, hvor hun var frem til 1970 og blandt andet havde rollen som fru Biedermann i Biedermann og brandstifterne samt mor Karen i Elverhøj. Efter at have været ved flere scener i København blev hun fra 1981 knyttet til Det Kongelige Teater.

## Udvalgt filmografi
- Farlig leg (1990)
- Sofie (1992)